# XXXVII edició de la Mostra de València
La XXXVII edició de la Mostra de València, coneguda oficialment com a XXXVII Mostra de València - Cinema del Mediterrani, va tindre lloc a València entre el 20 i el 30 d'octubre de 2022 amb la col·laboració de l'Institut Valencià de Cultura (IVC), Rambleta, València Film Office, Barreira Arte + Diseño i À Punt Mèdia com a mitjà oficial. En aquesta edició s'ha augmentat el pressupost a 611.000 euros i s'ha augmentat la dotació dels premis: 45.000 euros per la Palmera d'Or (30.000 a la pel·lícula i 15.000 la distribuïdora espanyola per tal de garantir el seu recorregut en sales comercials d'Espanya posterior al festival), que abans era de 25.000 euros, i 20.000 euros per la Palmera de Plata (abans 10.000). El cartell de l'edició fou dissenyat per Creatias Estudio i és de caràcter dinàmic per adaptar-se a les diferents propostes del festival.
La gala inaugural fou presentada per Daniel Tormo i Paloma Vidal, i va comptar amb la presència de Coque Malla, qui va cantar una cançó en directe, la vedette Rosita Amores i el director francès Robert Guédiguian, qui va rebre de l'alcalde de València, Joan Ribó, la Palmera d'Honor; alhora es va projectar El que sabem, de Jordi Núñez. També es va retre homenatge a l'escenògraf Salva Bolta. La gala de clausura es va celebrar a La Rambleta i fou presentada per Daniel Tormo i Cashalada Cia; es van atorgar els premis i es va projectar The Gigantes de Beatriz Sanchis.

## Pel·lícules exhibides

### Secció oficial
- El que sabem de Jordi Núñez
- Ta farda (Until Tomorrow) d'Ali Asgari /
- Vera andrron detin de Kaltrina Krasniqi //
- Entre figueres d'Erige Sehiri
- Moja Vesna de Sara Kern /
- Klondike de Maryna Er Gorbach /
- Nostalgia de Mario Martone
- Llop i gos de Cláudia Varejão
- Magdala de Damien Manivel
- Concerned Citizen d'Idan Haguel
- Els pitjors de Lise Akoka i Romane Guéret
- La vie d'aprés d'Anis Djaad

### Secció informativa "À Punt"
- Deset u pola de Danis Tanović
- Abu Saddam de Nadine Khan
- Comedians de Gabriele Salvatores
- Tom Medina de Tony Gatlif /
- Heroji radničke klase de Miloš Pušić
- Kobanê d'Özlem Yaşar
- Interdit aux chiens et aux Italiens d'Alain Ughetto //
- Nezouh de Soudade Kaadan /
- Tragovi de Dubravka Turić //
- La Rockeuse du désert de Sara Nacer

### Sessions especials
- Vasil d'Avelina Prat
- En temporada baja de David Marqués
- El carrer és ma casa de Fermina Ardanaz i José Serrador
- Pervertimento (la pregunta por el teatro) d' Alfonso Legaz
- Cada ver es d'Ángel García del Val
- El agua d'Elena López Riera

### Palmera d'Honor Robert Guédiguian
- Dernier Été (1981)
- Rouge Midi (1985)
- Ki lo sa ? (1985)
- Dieu vomit les tièdes (1991)
- L'argent fait le bonheur (1993)
- À la vie, à la mort ! (1995)
- Marius et Jeannette (1997)
- À la place du cœur (1998)
- À l'attaque ! (2000)
- La ville est tranquille (2000)
- Marie-Jo et ses deux amours (2002)
- Mon père est ingénieur (2004)
- Le Promeneur du Champ-de-Mars (2005)
- El viatge a Armènia (2006)
- Lady Jane (2008)
- L'exèrcit del crim (2009)
- Les neus del Kilimanjaro (2011)
- Au fil d'Ariane (2014)
- Una història de bojos (2015)
- La casa vora el mar (2017)
- Gloria Mundi (2019)
- Mali Twist (2021)

### Focus:Lucile Hadžihalilović
- La Bouche de Jean-Pierre (1996)
- Innocence (2005)
- Nectar (2014)
- Évolution (2015)
- De Natura (2018)
- Earwig (2021)

## Jurat
El jurat d'aquesta edició ha estat presidit per la compositora grega Evanthia Reboutsika i format pel director de fotografia palestí Ehab Assal; la guionista espanyola María Mínguez; el crític i programador francès Pierre-Simon Gutman i l'actriu, guionista i directora croata Lana Barić.

## Premis
- Palmera d'Or (45.000 euros): Ta farda d'Ali Asgari [8][9][10]
- Palmera de Plata (20.000 euros): Concerned Citizen d'Idan Haguel
- Premi al millor director: Ali Asgari per Ta farda
- Premi al millor guió: Idan Haguel per Concerned Citizen
- Premi a la millor interpretació femenina: Sadaf Asgari per Ta farda
- Premi a la millor interpretació masculina: Shlomi Bertonov per Concerned Citizen
- Premi a la millor fotografia: Paolo Carnera per Nostalgia
- Premi a la millor banda sonora: Amine Bouhafa per Under the Fig Trees
- Premi del Públic À Punt: Interdit aux chiens et aux Italiens d'Alain Ughetto //